# Truyện nhân cảm
Trong ngành báo chí, truyện nhân cảm là một dạng feature viết về con người hoặc thậm chí có thể là vật cưng một cách đầy cảm xúc. Thể loại này phô bày ra những chân dung nhân vật và các vấn đề, những mối quan tâm hay thành tựu của họ theo hướng khơi gợi sự thích thú, đồng cảm hoặc tạo nguồn động lực nơi độc giả.
Truyện nhân cảm có thể kể về những "câu chuyện ẩn sau câu chuyện" liên quan tới một sự kiện, tổ chức hay những điều đã diễn ra trong lịch sử mà không được đa số biết tới, như cuộc sống ngoài trận mạc của một người lính, cuộc phỏng vấn với một nạn nhân đã sống sót qua một thảm họa tự nhiên nào đó, một việc tử tế hoặc các thông tin về những danh nhân có sự nghiệp thành đạt. Một nghiên cứu đã được xuất bản trên tờ American Behavioural Scientist cho thấy những truyện nhân cảm thường được sử dụng trong các bài tin tức về những vụ/làn sóng nhập cư đáng chú ý, dù mức độ có khác nhau trong từng quốc gia.
Truyện nhân cảm thường bị chỉ trích là không phải tin thời sự khách quan, những bài viết thuộc thể loại này có chủ ý gây xúc động mạnh, tạo sự lôi cuốn hấp dẫn. Phần nhiều truyện nhân cảm được viết ra nhằm mục đích giải trí, bên cạnh mục đích cung cấp thông tin. Dù như vậy bị coi là có dùng mánh lới, có ý kiến lại cho rằng đó là phương pháp thuyết phục hữu hiệu. Terry Morris, một người tiên phong của thể loại này, nói bà "hoàn toàn có được sự cho phép thực sự với những tin mình đã khai thác."